# 米子エクスプレス京都号

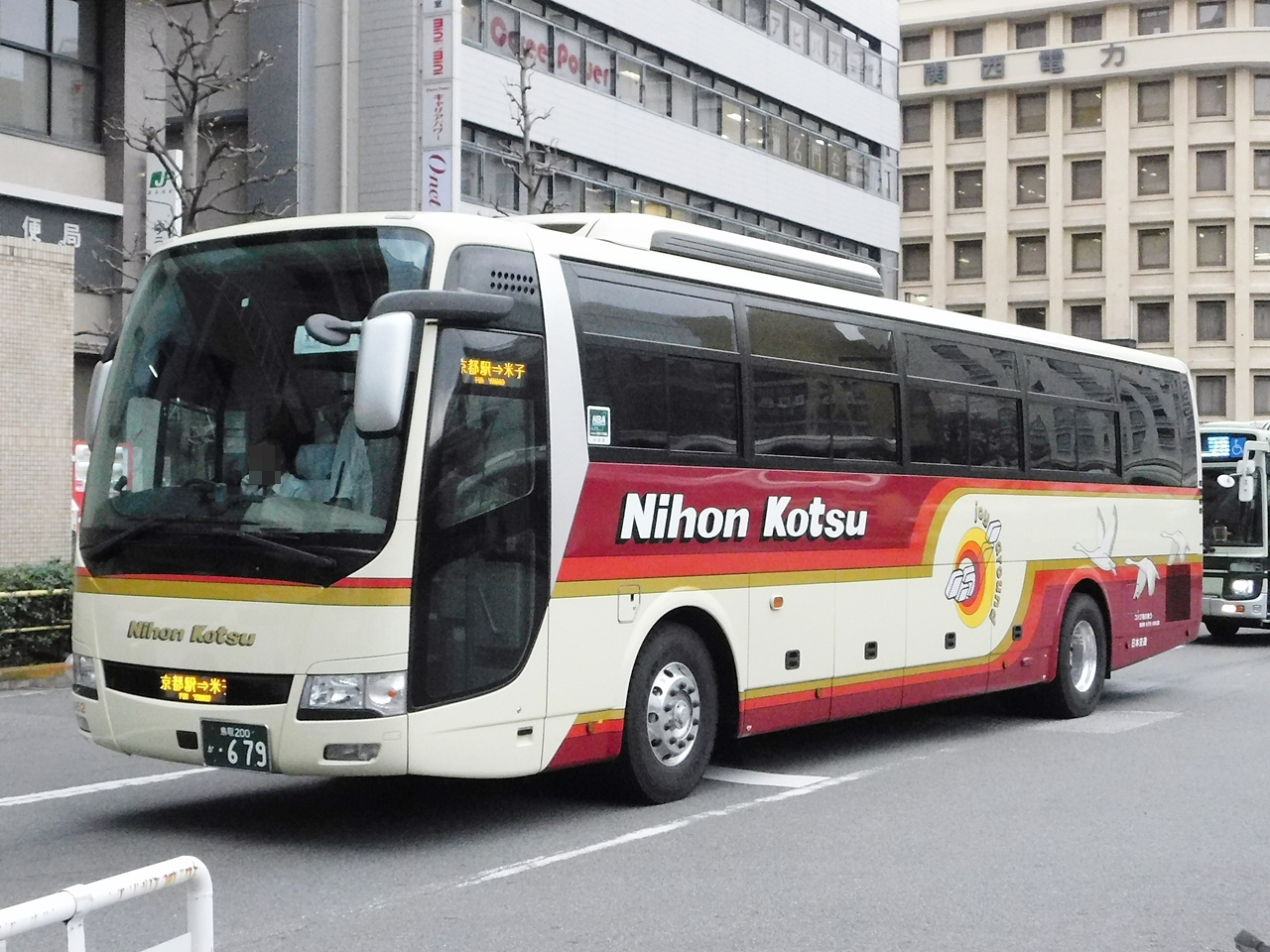
米子エクスプレス京都号（日本交通）

米子エクスプレス京都号（よなごエクスプレスきょうとごう）は、京都府京都市と鳥取県米子市を結ぶ高速バス路線である。全便座席指定制のため、あらかじめ乗車券を購入しなければならない。

## 運行会社
- 京阪バス
  - 洛南営業所が昼行1往復を担当。
- 日本交通 (鳥取県)
  - 米子営業所が昼行1往復を担当。
    - 京都での予約・発券は京阪京都交通でも可能。

過去に運行していた事業者
- 西日本ジェイアールバス
  - 京都営業所が昼行1往復を担当。

## 運行回数
- 昼行便1日3往復。

## 運行経路および停車停留所
京都府内 - 大阪府内及び鳥取県内での相互の乗降はできない。
京都駅烏丸口 - （国道1号 - 京都南IC - 名神高速道路） - 名神大山崎BS - 名神高槻 ⇔ （名神高速道路 - 中国自動車道 - 米子自動車道） ⇔ 大山パーキング - （米子自動車道 - 山陰自動車道 - 米子中IC） - 米子駅 - 日本交通米子営業所
- 途中安富PA（または加西SA）で約20分の休憩をとる。

## 沿革
- 1997年（平成9年）7月1日 - 京阪バス・日本交通 (鳥取県)の2社により米子エクスプレス京都号・ビッグバード号（京都～米子間）を運行開始。
- 1999年（平成11年）3月1日 - 名神大山崎、名神高槻停車開始。
- 2003年（平成15年）12月20日 - 米子営業所発着となる。
- 2008年（平成20年）9月1日 - 飲料サービス（水・湯・茶）を廃止[1]。
- 2013年（平成25年）3月16日 - 西日本ジェイアールバスが参入。これにより京都駅の乗り場を八条口から烏丸口に変更し、1日4往復（日交2・京阪1・西日本JR1）に増便[2]。
- 2019年（令和元年）10月1日 - 消費税率引き上げに伴う運賃改定[3][4]。
- 2020年（令和2年）12月1日 - 西日本ジェイアールバスが撤退。京阪バスと日本交通の共同運行となり、1日3往復（日交2・京阪1）に減便[5]。
- 2024年（令和6年）3月16日 - ダイヤ改正とともに運賃を値上げし、1日2往復（日交1・京阪1）に減便[6]。

## 車内設備
- 3列独立シート（日本交通）
- 4列シート（京阪バス）
- フットレスト
- レッグレスト(京阪を除く)
- トイレ
- 読書灯(京阪を除く)
- 西日本JRバスはクレイドルシート・座席コンセント付車両で運用される時もあり。
- 時折「鬼太郎バス」が使用されることもある。